# Test de la Tour de Londres

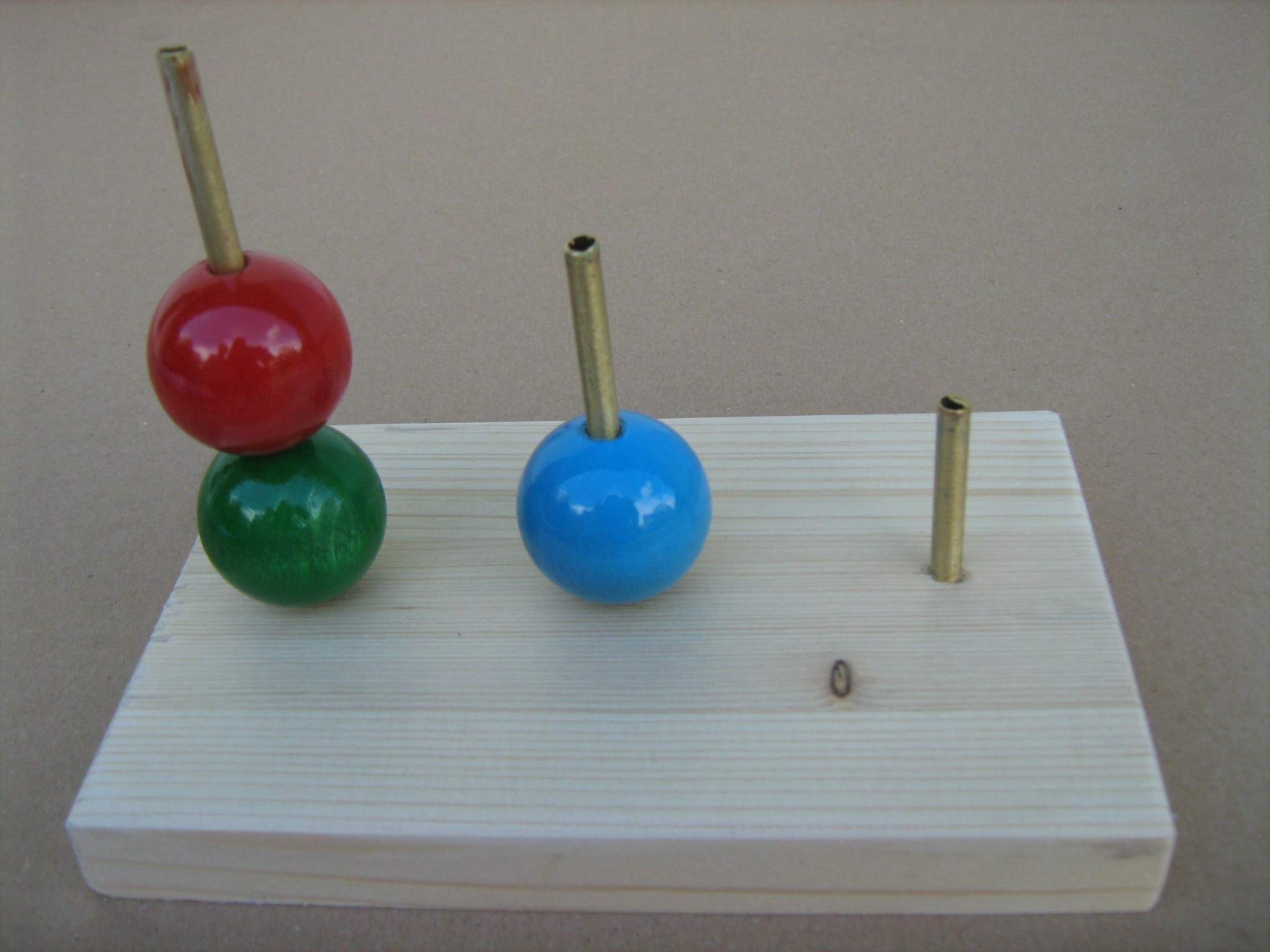
Photographie de la tour de Londres

Le test de la Tour de Londres fut élaboré par T. Shallice en 1982 afin d'investiguer les troubles de la planification de l'action chez les patients atteints de lésions frontales.
Ce test permet de vérifier les capacités de planification, d'organisation, de planification spatiale et les fonctions exécutives,.
Ce test est sensiblement identique à ceux des Tours de Hanoï et des Tours de Toronto.

## Passation

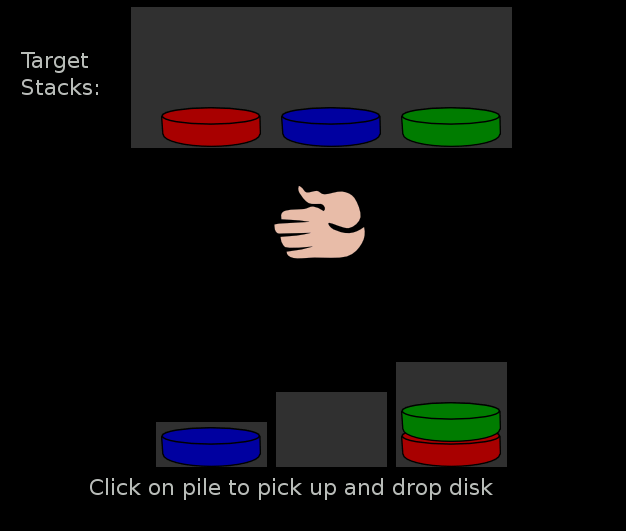
Vision d'un logiciel de tests psychologiques affichant le test de la Tour de Londres

Le test de la Tour de Londres est composé d'une base en bois sur laquelle sont disposés linéairement trois piquets d'une hauteur différente. On compte également trois boules (stimuli) de couleurs différentes (rouge, bleue & verte) pouvant s'insérer sur les trois piquets (cf. figure 1).
Sur le plus grand piquet on peut insérer les trois boules, sur le moyen, deux boules et sur le petit piquet, une seule boule. Les boules peuvent ainsi être arrangées sur les piquets de façon à former différents modèles (cf."Target Stacks" sur la figure 2).
On compte 14 modèles distincts représentés sur des cartes; les deux premières étant utilisées pour des vérifications de compréhension du test, c'est à partir des 12 autres cartes que s'effectue véritablement le test.
Les cartes 1 & 2 requièrent deux déplacements, les cartes 3 & 4, trois déplacements, les cartes 5 à 8, quatre déplacements et finalement les cartes 9 à 12, cinq déplacements.
Le sujet a 60 secondes pour résoudre, c'est-à-dire planifier et exécuter, chacun des problèmes et il peut utiliser plus d'un essai pour ce faire.
Dans les premiers problèmes, les exigences en planification sont minimes et une stratégie de passage immédiat à l'action sans planifier est possible; dans les problèmes de niveau moyen de difficulté, une analyse des moyens par rapport au but est requise, puisque la stratégie simple de passer immédiatement à l'action ne serait efficace que dans le cas où le premier déplacement effectué serait un déplacement non évident à première vue; enfin, dans les problèmes plus difficiles, la planification est particulièrement complexe.

## Aspects neurologiques
Les régions du cerveau dont l'activation est corrélée en Tomographie par Émission de Positrons avec la réalisation de la tour de Londres incluent :
- le cortex prémoteur latéral soit l'aire 6 de Brodmann,
- le cortex cingulaire rostro-antérieur soit les aires 24 et 32 de Brodmann,
- le cortex préfrontal dorso-latéral droit et gauche soit les aires 9 et 46 de Brodmann,
- le noyau caudé dorsal droit[5].